# لروی اندرسون
لروی اندرسون (انگلیسی: Leroy Anderson؛ زاده ۲۹ ژوئن ۱۹۰۸ درگذشته ۱۸ مهٔ ۱۹۷۵) یک آهنگساز اهل ایالات متحده آمریکا بود.